# Fabbriche di Vallico
Fabbriche di Vallico est une commune de la province de Lucques dans la Toscane en Italie.

## Administration
| Période                                  | Période  | Identité        | Étiquette | Qualité |
| ---------------------------------------- | -------- | --------------- | --------- | ------- |
| 14 juin 2004                             | En cours | Oreste Giurlani |           |         |
| Les données manquantes sont à compléter. |          |                 |           |         |

### Hameaux
Gragliana, Vallico Sopra, Vallico Sotto

### Communes limitrophes
Borgo a Mozzano, Gallicano, Pescaglia, Vergemoli